# Paxton (Nebraska)
Paxton je selo u američkoj saveznoj državi Nebraska. Prema popisu stanovništva iz 2010. u njemu je živjelo 523 stanovnika.